# Tactical Intervention
Tactical Intervention è un videogioco multiplayer di azione in prima persona, del tipo free-to-play, distribuito gratuitamente sulla piattaforma Steam e sviluppato da Minh Le, già coautore di Counter-Strike.
All'inizio di ogni partita il giocatore deve scegliere tra due squadre di combattenti armati, ovvero terroristi e anti-terroristi. Il gioco prevede più tipologie di scenario, dal classico deathmatch, a missioni a squadre con obbiettivo, nelle quali una squadra deve combattere l'altra. In alcune missioni (ambientate in autostrada o all'interno di città) il giocatore può controllare veicoli (guidatore) e sparare dai finestrini (passeggero), mentre in generale ha la possibilità di interagire con diversi oggetti presenti in gioco (come estintori e bombole del gas) per usarli contro gli avversari. Oltre alle armi di base (coltello e pistola) il giocatore può scegliere prima di ogni partita l'arma principale da usare in missione, alcune delle quali sono rese disponibili attraverso i punti-esperienza acquisiti in gioco, o attraverso pacchetti a pagamento.